# Кутовая губа
Губа Кутовая — залив на севере России, в Печенгском районе Мурманской области. Находится между полуостровом Средний с северной стороны и материком (местом впадения реки Титовки) с южной. С запада отделена от бухты Малая Волоковая перешейком.

## Описание
Кутовая губа является западным ответвлением Мотовского залива. Длина залива составляет порядка 4 км, максимальная ширина — 4,9 км у входа. Максимальная глубина — 131 метр.
В залив впадают несколько коротких ручьёв, берущих свое начало в большей части с южных возвышенностей. Высота береговой линии в южной части достигает 81,6 метра над уровнем моря, в западной и северной части залива берега более низкие, порядка 10 метров высотой с отмелями вдоль берега.
Название Кутовая происходит от поморского слова «кут» — основание, конец. Из губы был волок в губу Малую Волоковую.